# Elleholm
Elleholm er en landsby og tidligere by i Blekinge. Landsbyen ligger 6 km vest for Karlshamn på øen af samme navn ved Morumsåen. På Elleholm ø lå tidligere Elleholm Slot, som tilhørte biskoppen i Lund.
I begyndelsen af 1400-tallet blev slottet forpagtet til ridderen Axel Pedersen Thott, men blev indløst i 1424. Ved Engelbrekt Engelbrektsens oprør i 1436 blev ærkebispens ejendom beskadiget, hvilket Karl Knutsson måtte erstatte. Kronen overtog ejendomen ved reformationen. I midten af 1500-tallet havde Hartvig Bilde Elleholm Slot og Len som pant.
Elleholms gods ejes i dag af slægten Schander.
Omkring slottet fandtes tidligere en lille by på holmen. Den fik 3. februar 1450 købstadsprivilegier af ærkebiskop Tuve Nielsen Juul. Byen blev sat i brand og ødelagt af svenskerne i 1564, og købstadsrettighederne blev overført til Sølvisborg. De blev fornyet 1584, men tabtes igen i 1600. Efter Roskilde-freden hørte byen til Sverige.